# Coscinida proboscidea
Coscinida proboscidea là một loài nhện trong họ Theridiidae.
Loài này thuộc chi Coscinida. Coscinida proboscidea được Eugène Simon miêu tả năm 1899.